# Paris Is Burning (film)
Pour la chanson de Ladyhawke, voir Paris Is Burning.
Pour plus de détails, voir Fiche technique et Distribution.
Paris Is Burning est un film documentaire américain réalisé et produit par Jennie Livingston, sorti en 1991.

## Production et conception

### Naissance du projet
Alors que Jennie Livingston étudie le cinéma à l’université de New York en 1983, elle rencontre de façon fortuite un groupe de jeunes gens homosexuels qui dansent et posent à Washington Square Park. Intriguée par leurs mouvements et l'argot inhabituel qu'ils emploient, Jennie Livingston les interroge et découvre qu'ils sont en train de « voguer ». Elle pense immédiatement que ce pourrait être là un excellent sujet pour un projet de documentaire universitaire. Les danseurs lui conseillent d'assister à un bal et de contacter la danseuse et drag Willi Ninja, auprès de laquelle elle apprend la culture du bal et du voguing. Jennie Livingston rencontre également Venus Xtravaganza, alors adolescente. 
Sa recherche se poursuit en étudiant l’histoire des sous-cultures gays et transformistes de Harlem et en photographiant et filmant plusieurs bals ainsi qu'en réalisant des entretiens avec des personnalités de diverses maisons concurrentes de drags. La plupart des concurrents en lice pour les trophées sont des représentants de « maisons » qui servent de familles symboliques, de groupes sociaux et d'équipes de performance de transformisme. Les concurrents des maisons et des bals qui remportent régulièrement des trophées pour leurs promenades finissent par acquérir le statut « légendaire ». Les "maisons" servent de familles de substitution aux jeunes promeneurs rejetés par leurs familles biologiques pour leur expression de genre et leur orientation sexuelle. 

### Financement
Afin de financer la production de Paris Is Burning, Jennie Livingston avait initialement collecté environ 250 000 dollars, mais doit ensuite recueillir 150 000 dollars supplémentaires pour couvrir le coût des autorisations de droits d'auteur pour la musique diffusée pendant le tournage.

### Musique
Pendant la production du film, Jennie Livingston rencontre l'agent artistique de la pop britannique, Malcolm McLaren, qui se rend souvent à New York et est fasciné par la scène vogue/bal. Au début de 1989, McLaren emmène Jennie Livingston et Willi Ninja à Londres, où ce dernier enregistre sa voix pour le single de Malcolm McLaren et joue pour sa vidéo promotionnelle. Jennie Livingston a également confié à Malcolm McLaren une copie VHS des séquences du film lui permettant d’échantillonner des fichiers audio.

## Contenu

### Sujet
Filmé à partir du milieu des années 1980, le documentaire s'intéresse à la ball culture new-yorkaise. Pendant sept ans, Jennie Livingston, se rend à des « bals » organisés par la communauté LGBT afro-américaine et hispanique. Au cours de ces soirées, les participants s'affrontent dans des défilés ou à travers la danse. C'est dans ces bals qu'est née la vogue (voguing).
Le film plonge dans les compétitions de bal, au cours desquelles les candidates, adhérant à une "catégorie" ou à un thème très spécifique, doivent défiler comme un mannequin sur un podium. Les candidates sont jugées à partir de critères tels que leur talent pour la danse, la qualité de leurs vêtements et le "réalisme" de leur drag, c’est-à-dire la performance du genre ou de stéréotype représenté par leur groupe. Par exemple, la catégorie « banjee realness » regroupe les hommes homosexuels imitant les archétypes machistes tels que les marins, les soldats ou les voyous.
Paris Is Burning alterne les scènes de bal et les interviews avec des participants sur les problèmes de santé, de racisme, d'orientation sexuelle, etc..

### Tournage
Le tournage de Paris Is Burning a duré six ans. Le film alterne séquences de bals et entretiens avec des personnalités de ce show-business, dont Pepper LaBeija, Dorian Corey, Angie Xtravaganza et Willi Ninja. Ces derniers nous éclairent sur le genre, les sous-cultures gays et de bals et leur propre histoire. Le documentaire aborde également les épreuves qu’affrontent avec humour, force et fierté ces membres des communautés drag et LGBTI+ tels que le sida, le racisme, la violence, l'homophobie ou la transphobie. Paris Is Burning fait rejaillir la paupérisation des drag et montre comment certaines survivent grâce au vol ou à la prostitution comme Venus Xtravaganza. Plusieurs drag racontent leur rapports tendus avec des parents transphobes et homophobes, qui les ont virés du foyer familial et réduits à vivre sans-abri.

## Popularité
Le film révèle aussi les origines de la vogue, un style de danse dans lequel les candidats exécutent des positions comme dans une couverture de Vogue. Deux ans avant que le tournage ne s’achève, l'artiste Malcolm McLaren pratique le voguing au grand public sur sa chanson Deep in Vogue. Dans ce titre, on trouve également des citations du film, des clins d’œil à certaines stars comme Pepper LaBeija. Willi Ninja, qui figure dans le documentaire, a également dansé pour le clip. La chanson Vogue de Madonna, numéro 1 dans les charts, a attiré l’attention sur le phénomène du voguing.
Plus de vingt ans après, Paris Is Burning reste une référence pour les jeunes homosexuels et transgenres et permet aux universitaires et aux étudiants d’examiner ces questions de race, de classe et de sexe, et aux plus jeunes participants aux bals de connaître leurs racines. Le documentaire est également décrit comme un portrait de plusieurs transformistes américains remarquables, dont la plupart sont morts depuis la production du film.

## Sortie et accueil
Le film est pour la première fois diffusé durant le Festival international du film de Toronto 1990. Il sort en salle au mois d'août 1991.
Paris Is Burning a rapporté 3 779 620 dollars au box-office américain, dont 496 356 dollars la semaine de sa sortie. Face au relatif succès du film, plusieurs participants engagent des poursuites judiciaires pour obtenir une rémunération. Un accord à l'amiable est finalement trouvé et les producteurs accordent 55 000 dollars à 13 participants,.
À sa sortie, il remporte plusieurs récompenses, notamment le Grand prix du jury du Festival de Sundance ainsi que le Teddy Bear du Festival International du Film à Berlin.
Paris Is Burning n'a pas été sélectionné aux Oscars pour le meilleur long-métrage documentaire la même année. Ce fait a augmenté la visibilité de sujets liés à la communauté LGBTQ+ et a conduit à des changements dans la manière dont les documentaires sont nommés pour le prix.
Vingt-cinq ans après sa sortie, le film est restauré. Il est souvent cité pour son influence dans la culture populaire, ayant notamment popularisé des expressions autrefois limitées au milieu des balls.

## Controverse
Le film a reçu un financement du National Endowment for the Arts. L'agence fédérale avait auparavant financé des artistes connus pour leur goût de la provocation, comme Robert Mapplethorpe ou Andres Serrano. 
En 1991, les plus grandes vedettes ont intenté une action en justice car elles avaient été payées de façon inégale durant le film. Paris DuPree a demandé le dédommagement le plus important : 40 millions de dollars pour tournage non autorisé de son bal. Les producteurs ont déclaré qu’ils avaient toujours prévu d’indemniser les principaux participants. Les plaignants ont abandonné leurs poursuites après la signature d'accords de confidentialité, faute de pouvoir payer les frais de procédures. 
Jennie Livingston elle-même a toujours minimisé la controverse financière dans des interviews et sur des forums. Elle a souvent souligné son intention de toujours reverser certaines recettes si le film faisait des bénéfices et que les acteurs principaux auraient été payés plus que ce qu’ils auraient reçu s’ils avaient figuré dans un long-métrage indépendant.
Elle a également répondu aux critiques du film, notamment sur sa réflexion à propos des questions d’appropriation culturelle, de genre, de race et de sexualité en soulignant qu’à l’époque, Paris is Burning était, d’après elle, une réponse contre « un establishment qui ne veut pas de vous en tant que femme réalisatrice, qui ne veut pas voir d'images queer et qui ne veut pas vous donner d'argent, ce qui reste un problème pour les réalisatrices et les réalisateurs queer. »

## Fiche technique
- Titre original : Paris Is Burning
- Réalisation : Jennie Livingston
- Photographie : Paul Gibson
- Montage : Jonathan Oppenheim
- Production : Academy Entertainment
Off White Productions
- Société de distribution : Miramax Films
- Pays d'origine :  États-Unis
- Langue originale : anglais
- Genre : Documentaire
- Durée : 78 minutes
- Budget : 500 000 $[9]
- Dates de sortie :
  -  États-Unis : 9 août 1991

## Distribution
- Dorian Corey
- Pepper LaBeija
- Venus Xtravaganza
- Octavia St. Laurent
- Willi Ninja
- Angie Xtravaganza
- Freddie Pendavis
- Junior Labeija

## Récompenses
- 1990 : IDA Award, (International Documentary Association)
- 1990 : Prix du meilleur documentaire, LAFCA Award (Los Angeles Film Critics Association)
- 1990 : Prix du public du meilleur documentaire du Festival International du Film Gay & Lesbien de San Francisco
- 1991 : Grand Prix du Jury Documentaire, Festival du film de Sundance
- 1991 : Teddy Award du meilleur film documentaire, Festival du film de Berlin
- 1991 : Prix du meilleur documentaire, du BSFC (Boston Society of Film Critics Awards)
- 1991 : Prix Open Palm, renommé Breakthrough Director Award Gotham Awards
- 1991 : Prix du meilleur documentaire, NYFCC (New York Film Critics Circle Awards)
- 1991 : Prix Golden Space Needle du meilleur documentaire, Festival international du Film de Seattle
- 1992 : Outstanding Film (Documentary), GLAAD Media Awards
- 1992 : Prix du meilleur documentaire, NSFC (National Society of Film Critics)
- 2015 – Cinema Eye Honours Legacy Award
- 2016 : Ajouté au Registre National du film Américain